# 이여명
이여명(일본명: 오카쿠치 레이리)(2001년 5월 22일 ~ )은 대한민국의 농구 선수이다. 한국여자프로농구(WKBL) 청주 KB 스타즈 소속으로 포지션은 가드이다.

## 경력
2024년 8월에 열린  WKBL 신입선수 선발회에서 2라운드 2순위(전체 8순위)로 청주 KB 스타즈에 지명되었다.